# Tragedia in tre atti
Tragedia in tre atti (titolo orig. negli USA Murder in Three Acts, 1934; nel Regno Unito col titolo scelto dall'autrice Three Act Tragedy, nel 1935) è un romanzo poliziesco scritto da Agatha Christie. Questa è la nona avventura del celebre investigatore belga Hercule Poirot, qui supportato, per la prima volta, dall'aiuto dell'amico Mr Satterthwaite. In precedenza, Satterthwaite apparve nei racconti con protagonista Harley Quin, in particolare quelli raccolti in The Mysterious Mr Quin, del 1930. 

## Trama
Il famoso attore sir Charles Cartwright sta dando un piccolo ricevimento nella sua casa in Cornovaglia. Dopo aver bevuto un cocktail, il reverendo Babbington muore. La polizia attribuisce il decesso a cause naturali. Ma quando, poco tempo dopo, sir Bartholomew Strange muore in circostanze abbastanza simili, iniziano a sorgere i dubbi. Hercule Poirot, presente alla prima cena, è incuriosito e inizia ad investigare. Il secondo delitto sembra non avere niente a che fare con il primo, ma Poirot non è convinto. Quando poi scompare un domestico, e una paziente della seconda vittima muore, Poirot è preso dal panico, e in fretta e furia mette insieme i pezzi, per poi giungere alla conclusione finale.

## Personaggi
- Hercule Poirot, investigatore
- Sir Charles Cartwright, famoso attore
- Signor Satterthwaite, amico di Sir Charles
- Hermione Lytton Gore (soprannominata “Egg”), giovane ragazza innamorata di Sir Charles
- Reverendo Stephen Babbington, parroco di Loomouth e prima vittima
- Sir Bartolomew Strange, famoso medico e seconda vittima
- Margaret de Rushbridger, vecchia signora malata e terza vittima
- Cynthia Dacres, proprietaria di una casa di moda
- Capitano Freddie Dacres, marito di Cynthia
- Angela Sutcliffe, attrice e amica di Sir Charles
- Muriel Wills, commediografa
- Lady Mary Lytton Gore, madre di Egg
- Oliver Manders, seduttore di Egg
- Margaret Babbington, moglie del reverendo
- Violet Milray, segretaria di Sir Charles
- Crossfield, ispettore della Polizia di

Contea
- Colonnello Johnson, intendente della Polizia di Contea

## Ambientazione
Il romanzo non è ambientato genericamente in Inghilterra come altri della Christie, ma si svolge fra varie contee realmente esistenti del paese (Cornovaglia, Yorkshire, Kent) e in parte anche a Montecarlo.

## Adattamenti cinematografici
- Agatha Christie: Delitto in tre atti (Murder in Three Acts), 1986, film televisivo di Gary Nelson con Peter Ustinov, Tony Curtis, Emma Samms e Jonathan Cecil.
- Tragedia in tre atti (Three Act Tragedy), 2010, episodio di Ashley Pearce con David Suchet, Martin Shaw, Kimberley Nixon e Art Malik.[1]

## Edizioni italiane
- Tragedia in tre atti, traduzione di Tito N. Sarego, Collana I Libri Gialli n.161, Milano, Mondadori, aprile 1937. - I Capolavori dei Gialli Mondadori, dicembre 1961; Prefazione e postfazione di Claudio Savonuzzi, Collana Oscar n.1265, Mondadori, 1980; Collana Oscar Narrativa n.1492, Mondadori, 1995.
- Tragedia in tre atti, traduzione di Marcella Dellatorre, I Classici del Giallo Mondadori n.472, Milano, Mondadori, febbraio 1985. - Collana Oscar Gialli, Mondadori, 2019; Collana Oscar Moderni, Mondadori, 2021.